# Kolombangara
Kolombangara je jedním z ostrovů Šalomounova souostroví. Nachází se severozápadně od ostrova Nová Georgie, od které je oddělen zálivem Kula. Spolu s dalšími ostrovy tvoří novogeorgijskou skupinu ostrovů na jižní straně Štěrbiny. Záliv Vella na západě odděluje Kolombangaru od ostrovů Vella Lavella (na západě) a Gizo (na jihozápadě).
Má téměř kruhový tvar a napříč měří 15 km. Ostrov je tvořen stratovulkánem Mount Veve. Tato vyhaslá sopka ční do výšky 1768 m nad mořem.
Kolombangara je hustě zalesněna a má pouze řídké osídlení. Jméno pochází z jazyka domorodců a volně přeloženo se dá vykládat jako „Pán vod“. Na ostrově opravdu stéká po úbočí dolů přibližně 80 řek a pramenů.

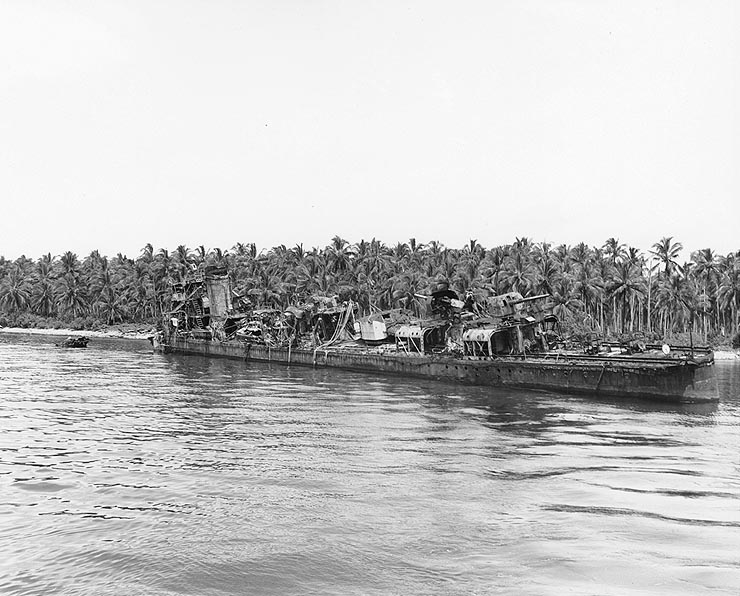
Vrak japonského torpédoborce Nagacuki, který v noci z 5. na 6. července 1943 během bitvy v zálivu Kula najel na břeh Kolombangary po zásahu 152mm granátem. Následujícího dne jej dorazila americká letadla.

## Historie
Během druhé světové války se ostrov a vody kolem něj staly svědky mnoha bojů. Japonci využívali letiště na jihu ostrova u Vila a v květnu 1943 se pokusili využít ostrov jako součást obranné linie napříč Šalomounovým souostrovím a zabránit tak postupu Američanů směrem na Rabaul. Za tímto účelem přesunuli na ostrov jednotky vedené generálmajorem Noboru Sasakim. V okolí ostrova se odehrály noční bitvy v zálivu Kula (noc na 6. července 1943), u ostrova Kolombangara (noc na 13. července 1943) a v zálivu Vella (noc na 7. srpna 1943). Kromě těchto relativně velkých bitev byly vody kolem ostrova a zejména přilehlé Štěrbiny poznamenány četnými nočními šarvátkami mezi japonským „Tokijským expresem“ a americkými lehkými jednotkami. K jedné takové akci došlo 2. srpna 1943, když japonský torpédoborec Amagiri taranoval a potopil americký torpédový člun PT-109. Tomu velel tehdejší poručík (Lieutenant (Junior Grade)) J. F. Kennedy, pozdější 35. prezident USA. Pobřežní pozorovatel A. R. Evans viděl výbuch Kennedyho člunu z vrcholku Mount Veve a vyslal domorodce pátrat po případných přeživších členech posádky…
Američané se rozhodli Kolombangaru nedobývat, ale v rámci strategie žabích skoků jí pouze izolovat a vylodili se na sousední Vella Lavella. Japonská posádka 12 400 mužů tak byla odříznuta a Japonci ji mezi 23. zářím a 4. říjnem evakuovali.
V lednu 1944 byl z Munda vyslán detašment jednoho důstojníka a šesti mužů z 350th Engineer General Service Regiment, aby založili farmu na Japonci opuštěném letišti ve Vila. Britská vláda jim poslala na pomoc 16 domorodců. Zelenina vypěstovaná ze semen od Červeného kříže pak byla poslána zpět do nemocnice v Munda, aby obohatila stravu tam se zotavujících veteránů. Pěstovaly se hlavně vodní melouny a domorodci si je přenesli i na své soukromé zahrady.

## Osídlení
Na západo-jihozápadě od ostrova leží menší ostrov Gizo se stejnojmenným městem Gizo, které je hlavním městem celé Západní provincie, pod níž spadá i Kolombangara. Osídlení Kolombangary se soustředí zejména do dvou osad: větší Ringgi na jihu a menší Mongga na severozápadě.

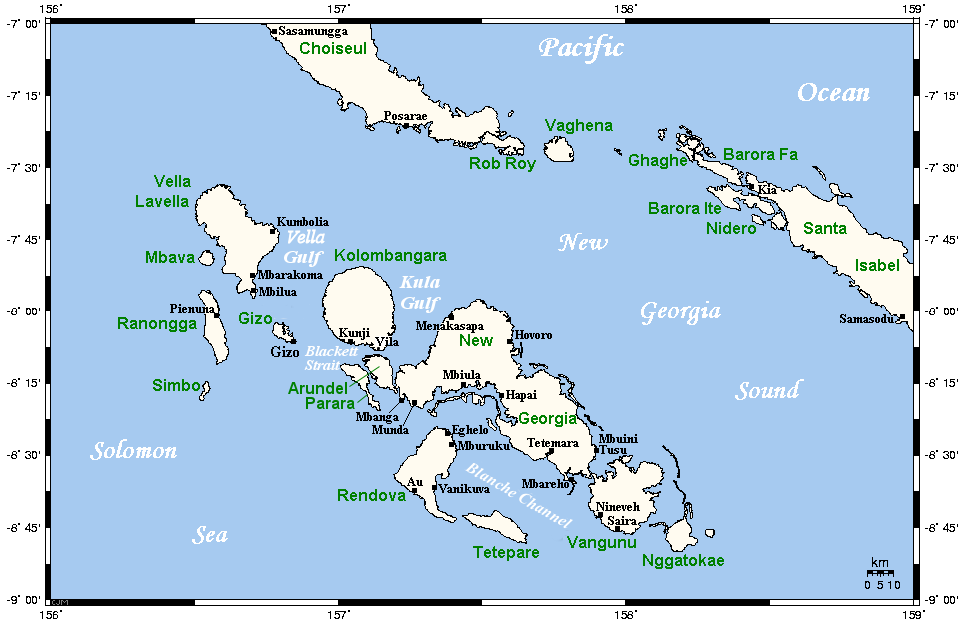
Skupina ostrovů kolem Nové Georgie s Kolombangarou vlevo uprostřed